# 強制処分
強制処分（）とは、刑事訴訟法上の処分のうち、「個人の意思を制圧し、身体、住居、財産等に制約を加えて強制的に捜査目的を実現する行為など、特別の根拠規定がなければ許容することが相当でない手段」のことを指す刑事手続上の用語である。

## 関連概念
強制処分法定主義（）は、強制処分は法律の根拠がなければ行うことができないという刑事手続法上の用語で、刑事訴訟法197条1項ただし書に規定されている。またこの裏返しとして、法の定めのない強制処分を行った場合には違法であるということを意味する。
任意処分（）は強制処分に当たらない処分のことを指す刑事手続上の用語である。強制処分法定主義の反面として、任意処分については法の定めが不要である、と解されている。任意処分によって行われる捜査を任意捜査という。捜査はなるべく任意捜査の方法で行われる（任意捜査の原則。犯罪捜査規範99条）。

## 強制処分・強制処分法定主義
強制処分および強制処分法定主義の考えは、刑事手続における重要な用語および原則である。刑事手続のうち一定のものは強制処分であり、法の定めがなくてはなしえない、とすることで、捜査機関の活動に立法府が制約を課し、国民に対する捜査機関による無制限の人権侵害を防ぐ役割を持っている（同時に司法府からの制約として、令状主義が要求される）。
強制処分によって行われる捜査が強制捜査である（強制処分にはこのほか公判上の手続などが含まれる）。強制捜査についてはその違法性が問題とされることが多い。強制捜査が法の定めに従わずなされた場合（捜索・押収などを令状を取らずに行った場合など）は、違法な捜査が行われたことになり、違法収集証拠排除法則の問題となる。

### 強制処分の意義
「強制の処分」の具体的内容についてはかつて争いがあった。
古典的強制処分概念
かつての有力な学説は、強制処分は、直接的な有形力の行使を伴う捜査手段、または、制裁を予告して命令の実行を義務付ける捜査手段をいい、それ以外の処分を任意処分としていた。しかし、任意捜査（職務質問など）においても一定の場合には有形力の行使を認める現実の必要がある。また、逆に有形力の行使を伴わずとも重大な人権侵害を伴う捜査手段（たとえば通信傍受、プライバシー領域の秘密撮影）があり、これらは強制処分と扱うべきである、などと指摘された。
新しい強制処分概念
同意を得ないで個人の法益を侵害する処分は、有形力の行使の有無を問わず強制処分だとする定義が主張された（利益侵害説）。しかし、この立場では、ほとんどの捜査が強制処分にあたることになるが、権利や利益の侵害が一定の限度の場合には、捜査活動の迅速性、有効性のために、強制処分法定主義や令状主義の適用を必須とすべきでないと考えられる。
これを受けて判例（最決昭和51年3月16日刑集30巻2号187頁）は、強制処分とは「有形力の行使を伴う手段を意味するものではなく、個人の意思を制圧し、身体、住居、財産等に制約を加えて強制的に捜査目的を実現する行為など、特別の根拠規定がなければ許容することが相当でない手段」である、と説示している。これを支持する通説（重要な利益侵害説）の理解によると、(1)同意がないことと(2)重要な利益の侵害の2つが要件となる。

## 任意処分
任意処分とは、強制処分以外の処分のことである。原則としては司法警察活動上の用語であるが、任意処分についての概念は職務質問・所持品検査といった行政警察活動においても妥当するとされる。
また、強制処分＝有形力の行使という構造が否定されたことで、任意処分であっても有形力を行使しうる場合があるとされている（たとえば、職務質問中に突如逃げ出した相手の手をつかむ、など）。

### 任意捜査の限界
もっとも、任意処分であっても自由になしうるわけではない。特に任意捜査の場合に問題となるが、判例によって、任意捜査であっても人権侵害を生じ又は生じるおそれがあるから必要性・緊急性等に照らし具体的状況の下で相当な限度でのみ行い得る、とされている（比例原則）。任意捜査の限界を超えた任意処分がなされた場合に、違法収集証拠排除法則の問題を生じるかについては争いがあるが、現在の判例は否定的である。